# 100-mm-Flak S-106A
Die 100-mm-Flak S-106A war eine sowjetische Flugabwehrkanone des Kalibers 100 mm. Die sowjetische Bezeichnung lautet 100-мм автоматическая зенитная пушка С-106А und bedeutet 100-mm-automatisch-Flugabwehrkanone S-106A. Im russischen Sprachgebrauch werden Waffen, bei denen durch die einmalige Betätigung der Schussauslösevorrichtung mehrere Schüsse abgegeben werden können, unabhängig von ihrem Kaliber als automatische Waffen bezeichnet. Der Werksindex der Waffe ist S-106A, dabei steht S für das Herstellerwerk und die Zahl 106 für die laufende Nummer der Entwicklung in diesem Werk. Die Entwicklung der Waffe wurde eingestellt, eine Serienproduktion oder Übernahme in die Bewaffnung der Sowjetarmee erfolgte nicht.

## Entwicklung
Im Jahr 1955 erarbeitete das wissenschaftliche Forschungszentrum 58 (НИИ-58) das Projekt einer automatischen 100-mm-Kanone S-106A  mit der Lafette S-113 (С-113). Die Waffe zeichnete sich durch einige konstruktive Besonderheiten aus. Da es praktisch unmöglich ist, ein Luftziel mit einer schweren Flugabwehrkanone direkt zu treffen, detonieren Flakgranaten in Zielnähe und erzeugen dabei eine Splitterwolke. Größe der Splitterwolke sowie Gewicht und Geschwindigkeit der Splitter hängen dabei jedoch vom Geschossgewicht und damit vom Kaliber ab. Dies führt in der Konsequenz zu schweren Geschützen mit geringer taktischer Beweglichkeit. Bei Kalibern über 100 mm müssen aufgrund des Gewichtes Granate und Kartusche getrennt geladen werden, was die Feuergeschwindigkeit senkt. Eine Erhöhung der Trefferwahrscheinlichkeit kann aber auch durch eine höhere Feuergeschwindigkeit erreicht werden. Dies ist aufgrund der hohen Gewichte bei größeren Kalibern jedoch problematisch. Außerdem steigt bei hohen Feuergeschwindigkeiten die Belastung des Rohres an.
Von der Waffe wurde mindestens ein Prototyp gebaut. Letztendlich wurde die Entwicklung der Kanone eingestellt, da die Aufgaben der schweren Flugabwehrartillerie ab Mitte der 1950er Jahre zunehmend von Flugabwehrraketen übernommen wurden.

## Konstruktion
Das Rohr der Kanone hat eine Mündungsbremse mit einem Wirkungsgrad von 40 %. Die Rohrbremse arbeitete hydraulisch, der Rohrvorholer pneumatisch-hydraulisch. Das Rohr war wassergekühlt.
Verschossen wurden Granatpatronen. Zur Anwendung kam ein Magazin, das über dem Rohr der Waffe lag. Das Magazin bestand aus drei Baugruppen: dem Zuführer, dem Transportband und der Magazintrommel. Der Zuführer lag in Schussrichtung gesehen rechts vom Rohr und nahm zwei Granatpatronen auf. Während die erste Patrone während des Rohrrücklaufes in das Patronenlager eingeführt wurde, nahm die zweite Patrone ihren Platz ein. Das Transportband lag über dem Rohr und transportierte die Granatpatronen aus der links liegenden Magazintrommel zum Zuführer. Das Transportband nahm acht Granatpatronen auf, die Magazintrommel elf. Trommel und Transportband wurden von einem Elektromotor angetrieben.
Verschossen wurden ungefähr 15 kg schwere Granaten. Die Mündungsgeschwindigkeit lag bei 1118 m/s. Die maximale Schusshöhe lag bei über 18.000 m. Die Automatik ermöglichte eine Feuergeschwindigkeit von 60 Schuss pro Minute. Bei Granaten mit Zeitzündern sank die Feuergeschwindigkeit auf 45 Schuss pro Minute, da die Laufzeit des Zünders in der Zünderstellmaschine eingestellt werden musste. Das Gesamtgewicht der Waffe wird mit 4.500 kg angegeben.